# Обущарство
Обущарството е занаят, насочен към производството и поправката на обувки. Те се произвеждат от различни материали, като кожа, дърво, гума, пластмаса, юта и други, и често се състоят от няколко разнородни части. Един от важните занаяти в миналото, днес обущарството до голяма степен е изместено от серийното производство на обувната промишленост.